# Los 40 Dance
Los 40 Dance és una emissora musical que substitueix a Máxima FM. La seva programació està dedicada a la música electrònica.

## Història
El 9 d'octubre de 2019 a les 14:00h va arrencar oficialment les seves emissions, amb una graella semblant a la de l'última etapa de Màxima FM, i els mateixos locutors.
La presentació oficial de la nova emissora va ser el 10 d'octubre de 2019 a Saragossa, en el concert LOS40 Dance Independance (anteriorment, Màxima Independance).3
A partir del 18 de maig del 2020, es va anunciar en les xarxes socials i en la web de l'emissora que, la radiofórmula de l'emissora que anteriorment era en format "senar-stop" passa a estar presentada pels locutors Arturo Grao, Ramsés López - El Faraó i José Manuel Duro; durant 12 hores diàries entre les 08:00 del matí fins a les 20.00 de la tarda de dilluns a divendres.

## Los 40 Dance Catalunya
Anteriorment a Catalunya Los 40 Dance es podia escoltar per la FM a l'Àrea Metropolitana de Barcelona a través de la freqüència 104.2 MHz de la FM. L'abril del 2021, la freqüència va a passar a Los 40 Urban. El setembre de 2023 Els 40 Dance es torna a emetre per la FM a Barcelona a través de la freqüència 96.0 MHz.

## Programació
La seva programació es basa principalment en radiofórmula especialitzada en la música electrònica, especialment dance i EDM, que es combina amb alguns programes especialitzats en música progressive, electro, bakalao, techno, house, tràngol, EDM, hardcore techno, dream, chill out i lounge.

## Graella de Programació[3]
| Hora        | Dilluns             | Dimarts             | Dimecres                    | Dijous              | Divendres               | Dissabte                | Diumenge                      |
| ----------- | ------------------- | ------------------- | --------------------------- | ------------------- | ----------------------- | ----------------------- | ----------------------------- |
| 00:00 08:00 | LOS40 Dance Deluxe  | LOS40 Dance Deluxe  | LOS40 Dance Deluxe          | LOS40 Dance Deluxe  | LOS40 Dance Deluxe      | LOS40 Dance In Sessions | LOS40 Dance In Sessions       |
| 08:00 09:00 | Fórmula LOS40 Dance | Fórmula LOS40 Dance | Fórmula LOS40 Dance         | Fórmula LOS40 Dance | Fórmula LOS40 Dance     | Clímax                  | Clímax                        |
| 09:00 10.00 | Fórmula LOS40 Dance | Fórmula LOS40 Dance | Fórmula LOS40 Dance         | Fórmula LOS40 Dance | Fórmula LOS40 Dance     | Clímax                  | Clímax                        |
| 10:00 11.00 | Fórmula LOS40 Dance | Fórmula LOS40 Dance | Fórmula LOS40 Dance         | Fórmula LOS40 Dance | Fórmula LOS40 Dance     | LOS40 Dance Club        | LOS40 Dance Club              |
| 11:00 12:00 | Fórmula LOS40 Dance | Fórmula LOS40 Dance | Fórmula LOS40 Dance         | Fórmula LOS40 Dance | Fórmula LOS40 Dance     | LOS40 Dance Club        | LOS40 Dance Club              |
| 12:00 13:00 | Fórmula LOS40 Dance | Fórmula LOS40 Dance | Fórmula LOS40 Dance         | Fórmula LOS40 Dance | Fórmula LOS40 Dance     | LOS40 Dance Club        | LOS40 Dance Club              |
| 13:00 14:00 | Fórmula LOS40 Dance | Fórmula LOS40 Dance | Fórmula LOS40 Dance         | Fórmula LOS40 Dance | Fórmula LOS40 Dance     | LOS40 Dance Club        | LOS40 Dance Club              |
| 14:00 15:00 | Fórmula LOS40 Dance | Fórmula LOS40 Dance | Fórmula LOS40 Dance         | Fórmula LOS40 Dance | Fórmula LOS40 Dance     | LOS40 Comunidance       | LOS40 Comunidance             |
| 15:00 16:00 | Fórmula LOS40 Dance | Fórmula LOS40 Dance | Fórmula LOS40 Dance         | Fórmula LOS40 Dance | Fórmula LOS40 Dance     | LOS40 Comunidance       | LOS40 Comunidance             |
| 16:00 17:00 | Fórmula LOS40 Dance | Fórmula LOS40 Dance | Fórmula LOS40 Dance         | Fórmula LOS40 Dance | Fórmula LOS40 Dance     | LOS40 Comunidance       | LOS40 Comunidance             |
| 17:00 18:00 | Fórmula LOS40 Dance | Fórmula LOS40 Dance | Fórmula LOS40 Dance         | Fórmula LOS40 Dance | Fórmula LOS40 Dance     | LOS40 Comunidance       | LOS40 Comunidance             |
| 18:00 19:00 | Fórmula LOS40 Dance | Fórmula LOS40 Dance | Fórmula LOS40 Dance         | Fórmula LOS40 Dance | Fórmula LOS40 Dance     | Clímax                  | Clímax                        |
| 19:00 20:00 | Fórmula LOS40 Dance | Fórmula LOS40 Dance | Fórmula LOS40 Dance         | Fórmula LOS40 Dance | Fórmula LOS40 Dance     | Clímax                  | Clímax                        |
| 20:00 21:00 | LOS40 Dance Reserva | LOS40 Dance Reserva | LOS40 Dance Reserva         | LOS40 Dance Reserva | LOS40 Dance Reserva     | LOS40 Dance Reserva     | LOS40 Dance Reserva           |
| 21:00 22:00 | Funk & Show         | Fórmula LOS40 Dance | Numb3rs                     | Secret Room         | Bien Bailao by DJ Nano  | Pim Pam House           | Paul Van Dyk's Vonyk Sessions |
| 22:00 23:00 | Funk & Show         | Fórmula LOS40 Dance | Aoki's House con Steve Aoki | Secret Room         | Bien Bailao by DJ Nano  | Living Atope            | Paul Van Dyk's Vonyk Sessions |
| 23:00 00:00 | LOS40 Dance Deluxe  | LOS40 Dance Deluxe  | LOS40 Dance Deluxe          | LOS40 Dance Deluxe  | LOS40 Dance In Sessions | LOS40 Dance In Sessions | LOS40 Dance Deluxe            |

## Disponibilitat
Los 40 Dance pot sintonitzar-se per la FM; satèl·lit sota la plataforma Movistar+ (Canal Ràdios ESP); la web oficial los40dance.com i les aplicacions oficials de LOS40 per a telèfons intel·ligents i tauletes Android i Apple.

## Freqüències
FM
| - Màlaga: 88.5 FM - Saragossa: 92.0 FM | - Grado: 94.7 FM - Las Palmas de Gran Canaria: 102.7 FM | - Barcelona: 96.0 FM - Lleida: 98.4 FM (Pròximament) - Castelló de la Plana: 105.1 FM | - Pontevedra: 92.7 FM |